# Don Rope
Donald Stephen Rope, detto Don (Winnipeg, 2 febbraio 1929 – Cambridge, 28 luglio 2009), è stato un hockeista su ghiaccio canadese.

## Palmarès

### Olimpiadi invernali
- 2 medaglie:
  - 1 argento (Squaw Valley 1960)
  - 1 bronzo (Cortina d'Ampezzo 1956)